# Hibiscus malacophyllus
Hibiscus malacophyllus är en malvaväxtart som beskrevs av Isaac Bayley Balfour. Hibiscus malacophyllus ingår i Hibiskussläktet som ingår i familjen malvaväxter. Inga underarter finns listade i Catalogue of Life.